# Circulation des véhicules hippomobiles et cavaliers sur la voie publique en France
En droit français, comme pour tous les autres usagers, la circulation des véhicules hippomobiles et des cavaliers sur la voie publique en France est régie par le code de la route. Le conducteur du véhicule hippomobile ou le cavalier sont des conducteurs au sens du Code de la route et, comme tels, soumis à toutes les obligations générales plus les obligations particulières mentionnées dans le code. N'étant pas un piéton, le cavalier, même à pied, doit emprunter la chaussée et non les trottoirs.

## Classification
Le véhicule hippomobile est un véhicule à traction animale.
Il est à noter que l'article R311-1 qui définit les catégories de véhicules, ne mentionne pas les véhicules à traction animale alors que cette catégorie est amplement utilisée dans le Code de la route. Seules les remorques sont définies (3. Véhicules de catégorie O : véhicules remorqués ; 5. 2. Véhicules de catégorie R : véhicules agricoles remorqués ; 5. 3. Véhicules de catégorie S : machines ou instruments agricoles remorqués).
Le cheval, monté ou non, est un animal et non un véhicule (Chapitre II : Conduite des véhicules et circulation des piétons, Section 7 : Circulation des animaux isolés ou en groupe.)
Le cavalier à pied menant son cheval n'est pas assimilé à un piéton (l'article R412-34 définit limitativement les cas d'assimilation, dont les cycles et cyclomoteurs mais pas les chevaux).

## Conducteur
L'article 412-6 fait obligation à tout véhicule en mouvement d'avoir un conducteur. Par dérogation, un seul conducteur peut conduire jusqu'à trois véhicules à traction animale en convoi.
Un cavalier est le conducteur de sa monture (l'article R412-44 impose un conducteur pour les animaux mais ne fait pas de distinction entre les cavaliers en selle ou à pied).
Les restrictions du Code de la route (âge, permis de conduire) ne concernent que les conducteurs de véhicules à moteur, il n'y a donc aucune limite d'âge pour conduire un attelage, monter un cheval ou le mener sur la voie publique, hors les prescriptions des clubs ou fédérations concernées.

## Circulation
Le conducteur du véhicule hippomobile comme le cavalier sont astreints à toutes les obligations des conducteurs.
Le cavalier est également astreint aux règles du Chapitre II : Conduite des véhicules et circulation des piétons, Section 7 : Circulation des animaux isolés ou en groupe.
- circulation sur le bord droit de la chaussée (article R412-45) ;
- ne pas constituer une entrave à la circulation et permettre le croisement et le dépassement (article R412-46) ;
- l'arrêt ou le stationnement gênant, dangereux ou contraire aux dispositions de police sont interdits (article R412-47).

### Panneaux spécifiques
L'interdiction de la circulation des véhicules à traction animale est matérialisée par le panneau B9c.

B9c

La circulation des cavaliers peut être interdite par décision de police (le maire). Il n'y a pas de panneau spécifique d'interdiction, le B19 peut être utilisé. Les chemins obligatoires pour cavaliers sont indiqués par les panneaux B22c (début) et B42 (fin).

B19
B22c
B42

En l'absence d'interdiction explicite, la circulation des cavaliers et véhicules hippomobiles est permise dans les agglomérations. Ainsi à Paris.

### Parcs et jardins publics
Dans les parcs et jardins publics à Paris, la circulation des cavaliers est interdite sauf dans les allées cavalières du Bois de Boulogne, du Bois de Vincennes et du Champ-de-Mars.
Les interdictions ou restrictions sont portées à la connaissance du public par voie d'affichage[réf. nécessaire].

## Obligations des autres usagers
Lors du dépassement d'un véhicule hippomobile ou d'un cavalier, le conducteur doit laisser un espace latéral d'un mètre en agglomération et de 1,5 mètre hors agglomération (article R414-4).
Réduction de vitesse lors d'un croisement ou dépassement d'animal (article R413-17).

## Équipement
La nuit, ou le jour lorsque la visibilité est insuffisante, tout véhicule à traction animale doit être muni à l'arrière de deux catadioptres arrière. (Article R313-18 - VII.) Pour les catadioptres avant ça ne s'applique qu'aux véhicules dont, chargement compris, la longueur dépasse 6 mètres ou la largeur 2 mètres. (Article R313-20 - VI.)
Pour les feux il faut au moins un feu émettant vers l'avant une lumière blanche ou jaune, et un feu émettant vers l'arrière une lumière rouge. Si le véhicule n'a qu'un seul essieu ou s'il est à usage agricole ce peut être un seul et même feu qui émet vers l'avant une lumière blanche ou jaune et vers l'arrière une lumière rouge. (Article R313-23)
Si le relief l'exige, les véhicules à traction animale doivent être munis d'un frein ou d'un dispositif d'enrayage. (Article R315-4)
Il n'y a aucun éclairage requis pour le cavalier ou sa monture (article R412-48).